# Dúplex (película)
Dúplex es una película de humor negro dirigida por Danny DeVito, protagonizada por Ben Stiller y Drew Barrymore. Su estreno oficial fue el 26 de septiembre de 2003.

## Argumento
Alex Rose y Nancy Kendricks son una pareja que ha buscado la oportunidad de vivir juntos desde hace tiempo. Su sueño parece cumplirse cuando adquieren una nueva casa, "un dúplex" que tiene múltiples beneficios: comodidad, espacio y servicios. Sin embargo se enfrentan a un problema, una anciana que habita en la parte de arriba de su casa y que hace mucho ruido de noche y pide constantes favores de día a la pareja. Tras soportar durante días el intolerante ambiente, Alex y Nancy toman una decisión que les hará perder la cordura: matar a la anciana. Pero también es en vano pues nada les sale bien.

## Reparto
- Ben Stiller ... Alex Rose
- Drew Barrymore ... Nancy Kendricks
- Eileen Essell ... Señora Connelly
- Harvey Fierstein ... Kenneth
- Justin Theroux ... Coop
- James Remar ... Chick
- Robert Wisdom ... Oficial Dan
- Maya Rudolph ... Tara
- Danny DeVito ... Narrador